# Centralposthuset, Stockholm

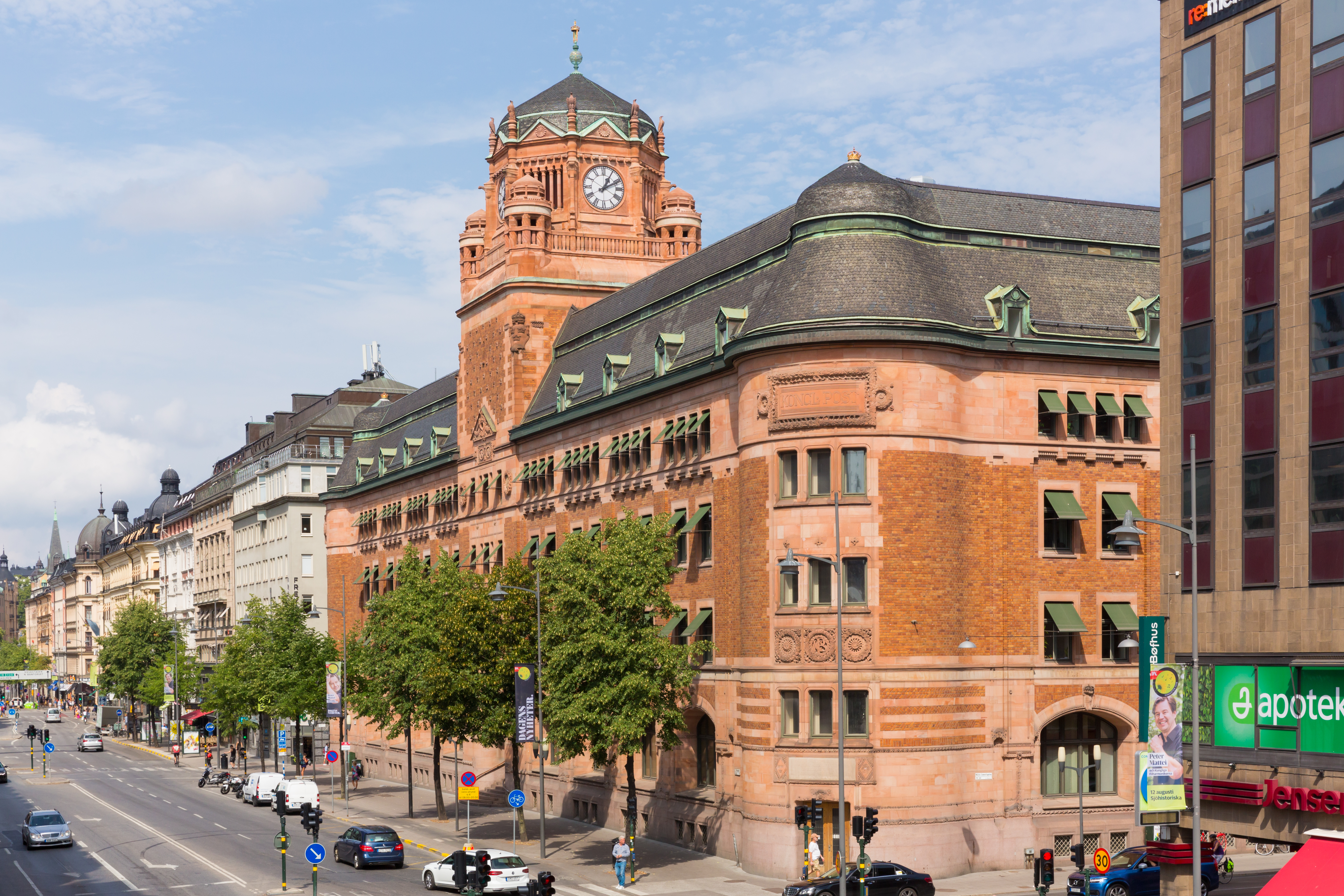
Centralposthuset i Stockholm.

Centralposthuset är ett före detta posthus i centrala Stockholm. Det upptar kvarteret Blåmannens västra del, mellan Vasagatan, Mäster Samuelsgatan, Klara norra kyrkogata och Bryggargatan, med huvudentré på Vasagatan 28–34. Fastigheten blev 1935 statligt byggnadsminne.    Efter bolagiseringen av Postverket 1994 omvandlades det till ett enskilt byggnadsminne. I februari 2023 beslutade regeringen att ånyo förklara Centralposthuset som statligt byggnadsminne 

## Centralposten

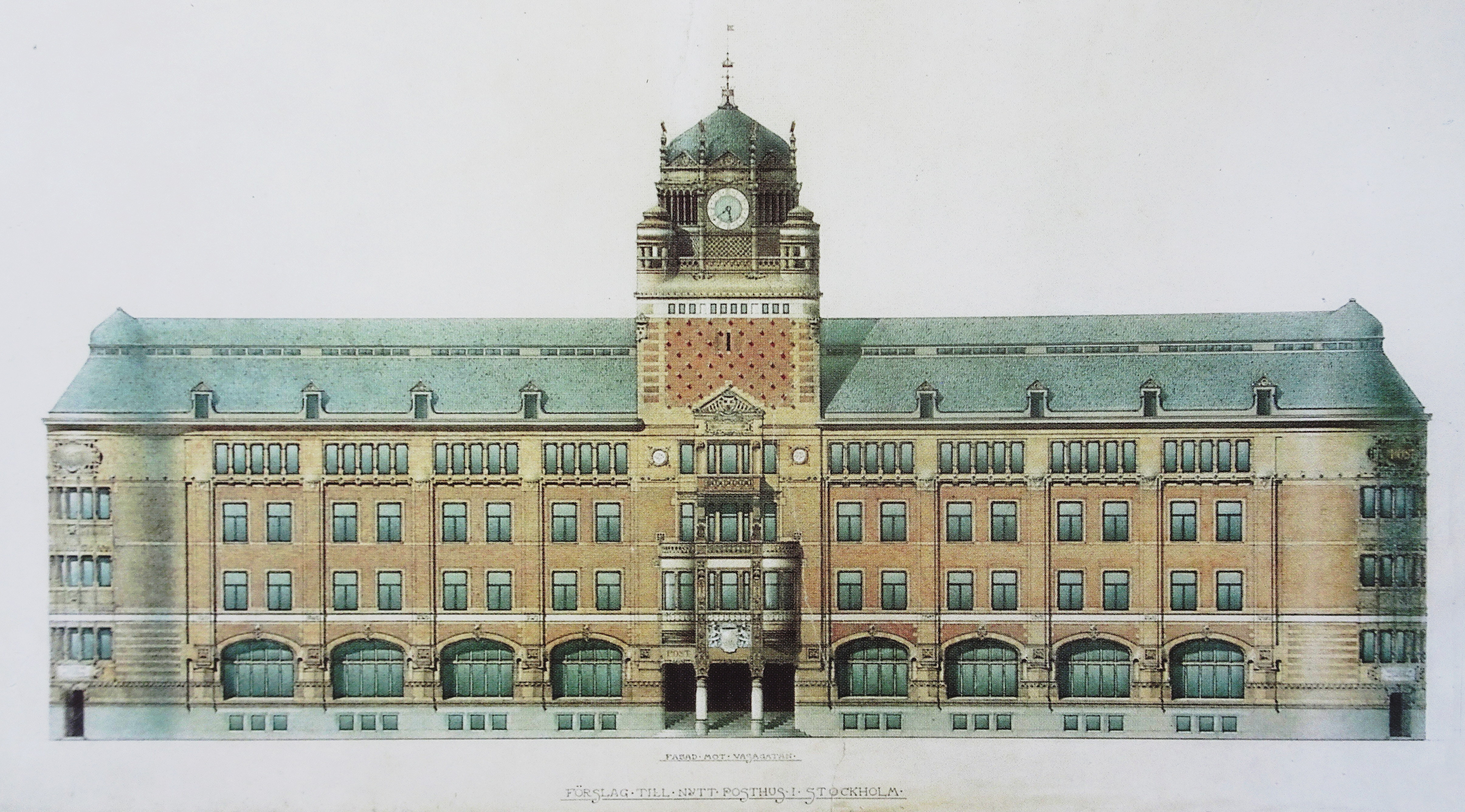
Bobergs presentationsritning från 1897.

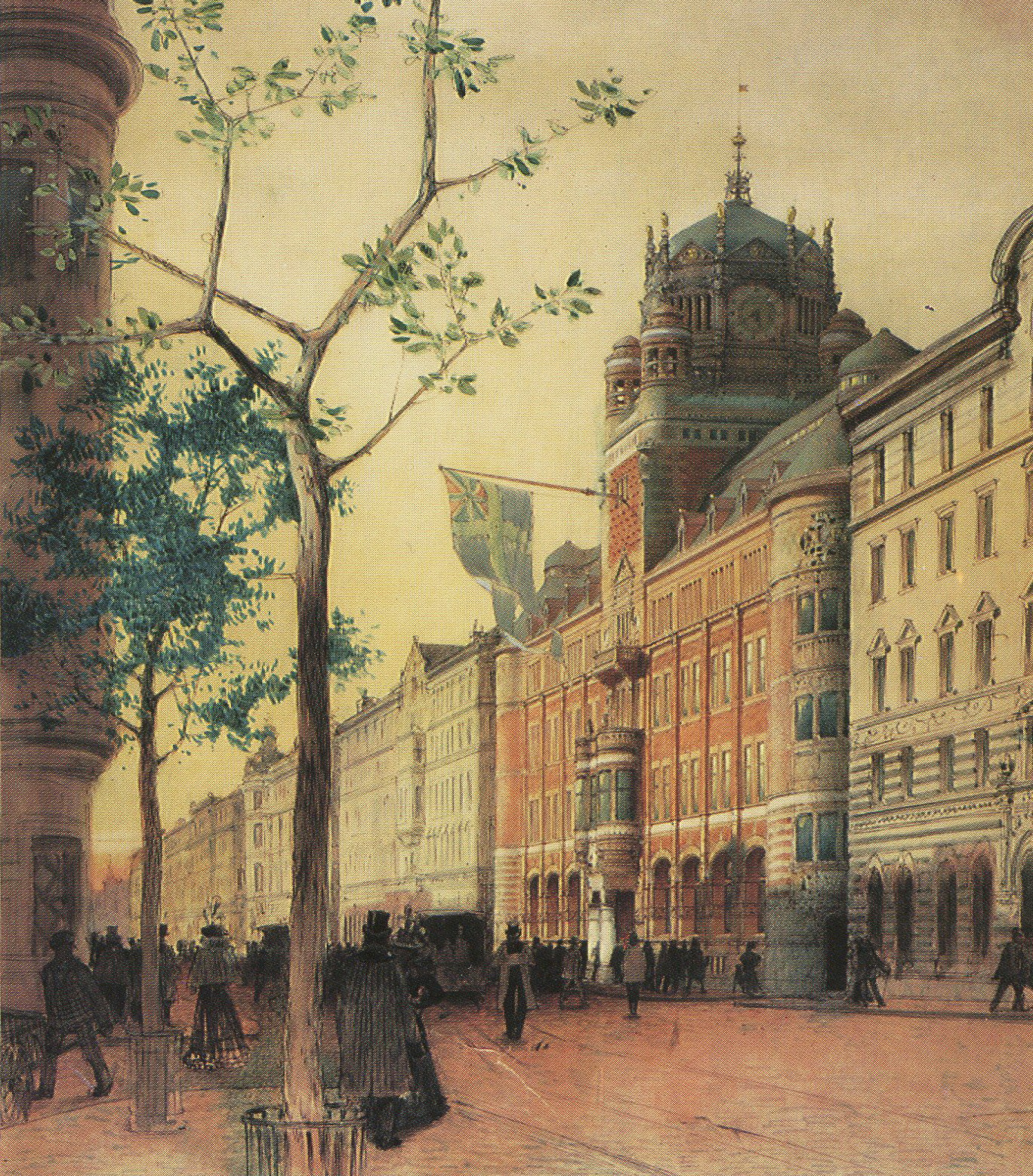
Bobergs illustration från 1905.

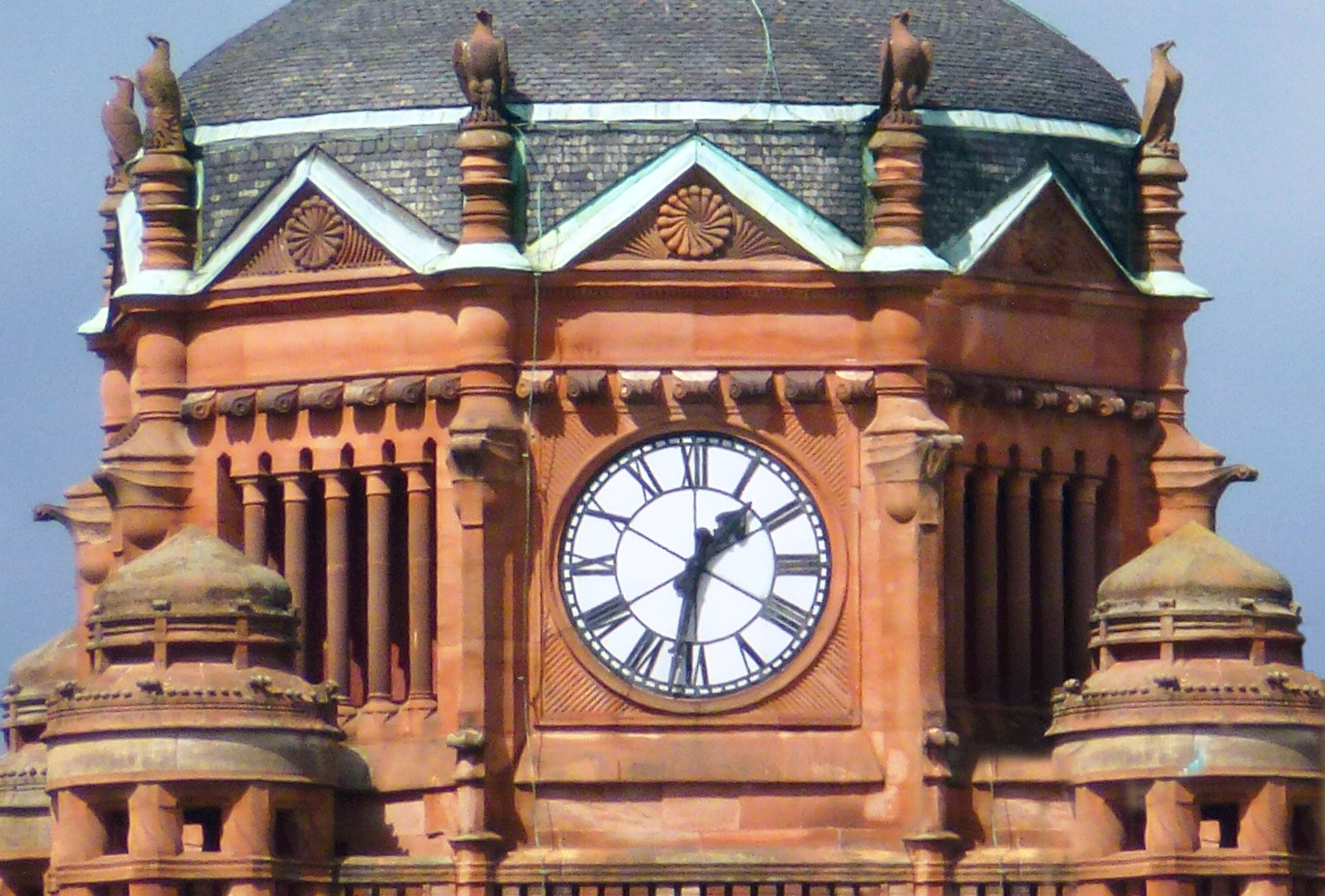
Tornet med Linderoths tornur.

Posthuset uppfördes under åren 1899–1903; arkitekter var Ferdinand Boberg (exteriör och posthallen) och Frans Gustaf Abraham Dahl (planlösning). Gällande Centralposthusets exteriör hade Poststyrelsen i juli 1897 inbjudit till en anonym arkitekttävling där fem arkitekter deltog. Bobergs bidrag med mottot ”Nu” förklarades i november samma år som vinnare. 
Komplexet utvidgades mot Klara Norra Kyrkogata 1915 efter Bobergs ritningar, och har senare restaurerats och byggts om på 1940- och 1950-talen (Lallerstedts arkitektbyrå), 1984–1992 (AOS och BSK Arkitekter) och 2006–2008 (Ahrbom & Partner).
Fasaduppbyggnaden ger vissa associationer till Vadstena slott, vilket inte är förvånande då Boberg var mycket intresserad av medeltida borgar och just till detta posthus hämtade han inspiration från Vadstena slott, men byggnaden är också karaktäristisk för Bobergs strävan till en självständig och modern stil. Granitsockeln gör en mjuk övergång till bottenvåningens röda sandsten, där djupt inskurna muröppningar bildar en kraftfull arkad, dess pelare förs vidare som tunna pilastrar i mellanvåningens mur av mörkt rödgult tegel. Översta våningen är av övedssandsten och det mjukt rundade taket är klätt med svart skiffer.
Centralposthuset invigdes under högtidliga former av konung Oscar II den 27 oktober 1903 och byggnaden avbildades även på frimärke samma år. Även 1974 gav man ut en frimärksserie med bland annat två vyer från huset.
Sedan mitten på 1990-talet finns inget postkontor i huset och Postens huvudkontor flyttade ut under hösten 2003. Blåmannen 21 (före detta Centralposthuset) köptes år 2004 av Statens fastighetsverk från Postens pensionsstiftelse. Hyresgästen är Regeringskansliet som tillträdde den 1 april 2008. Byggnaden fungerar som evakueringslokal för Regeringskansliet i samband med att deras ordinarie lokaler i Stockholms regeringskvarter renoveras. Huset säkerhet förstärktes innan flytten eftersom det numera är klassat som skyddsobjekt.

## Postgirot
Centralposthuset tillbyggdes mellan 1930 och 1938 med byggnaden för postgirot efter ritningar av Erik Lallerstedt. Stilen är funktionalistisk med likformiga upprepningar av stora fönsteröppningar. Då tillkom två kraftiga, broliknande förbindelsebyggnader som spänner över Klara norra kyrkogata. Förbindelsebyggnadernas valv smyckas på undersidan av en rutnätsrelief, där kvadraten utgör grundformen. Fasaderna är slätputsade och avfärgade i beige kulör. Karakteristiskt är även byggnadsuret i funkis på den norra överbyggnaden.